# 車濟
車濟（？—346年），字萬度，敦煌人，前涼金城令，後追贈為宜禾都尉。

## 生平
永和二年（346年），張駿去世，張駿次子張重華在官員的擁戴下繼任涼王。後趙石虎得知消息後，便發兵攻打前涼，石虎麾下將領麻秋率軍攻陷了金城，金城太守張沖投降，車濟誓死抵抗。麻秋打算將車濟納為己用，於是以重兵圍車濟，以武力脅迫車濟投降，車濟仍正色不撓說：「我雖然沒有像龐德那樣的才能，可我們都被授予重責大任，你們可以殺了我，但我對朝廷的忠誠志向不會改變。」於是車濟拔劍自刎。麻秋感嘆車濟的忠義之節，便以禮厚葬他。戰後，張重華隆重為車濟舉喪。葬禮上張重華慟哭，追贈車濟為宜禾都尉。

## 相關考證
《敦煌吐魯番硏究》一書中認為車濟原本應當是車師國人，移居敦煌後成爲敦煌人。他的字"萬度" ，不排除是保留了原來車師的語滙，因為漢文中 "萬度"不是一個有意義的詞。

## 延伸阅读
[在维基数据编辑]
 《晉書·卷089》，出自房玄齡《晉書》